# Gisela Weiss
Gisela Weiss (Alemania, 16 de octubre de 1943) es una nadadora alemana retirada especializada en pruebas de estilo libre, donde consiguió ser medallista de bronce olímpica en 1960 en los 4 x 100 metros estilo libre.

## Carrera deportiva
En los Juegos Olímpicos de Roma 1960 ganó la medalla de bronce en los relevos de 4 x 100 metros estilo libre, con un tiempo 4:19.7 segundos, tras Estados Unidos (oro) y Australia (plata); sus compañeras de equipo fueron las nadadoras: Christel Steffin, Heidi Pechstein y Ursel Brunner.